# Friedrichstraße
De Friedrichstraße is een winkelstraat in het oostelijk deel van Berlijn, in de stadsdelen Mitte en Kreuzberg. Het belangrijke station Berlin Friedrichstraße ligt eveneens aan deze straat. Direct achter dit station ligt de rivier de Spree.

## Wegprofiel
De metrolijn U6 loopt voor een deel onder de Friedrichstraße. Het wegprofiel is eenvoudig: de sporen liggen direct onder de rijbanen en de perrons bevinden zich onder de middenberm. Nadeel hiervan is dat metroreizigers een rijbaan moeten oversteken om een metrostation te bereiken.

## Geschiedenis

### Van 1800 tot de Tweede Wereldoorlog
In de maartrevolutie van 1848 was de Friedrichstraße, in het bijzonder het kruispunt met de Jägerstraße, een historische plaats: er vonden straatgevechten plaats, waardoor het koninklijke leger uit de stad weg trok. Een plaquette herinnert aan de gebeurtenissen.
In de 19e eeuw wordt de Friedrichstraße, door de hoofdstedelijke functie van Berlijn, belangrijker: dure hotels, restaurants en kunstenaarsateliers vestigden zich hier en trekken veel gasten aan. Aan de noordzijde van het station Friedrichstrasse, wordt van 1927 tot 1945 het hotel ‘Franziskaner’ uitgebaat. Ernst Barthels baat dit restaurant met 2500 zitplaatsen uit. Aan het einde van de Tweede Wereldoorlog wordt het verwoest. In 2008 werd het gebied verkocht aan een belegger, die hier nu een nieuw hotel en kantoorgebouw heeft gerealiseerd. Tijdens de bouw kwamen kelders en funderingen van de voormalige terrein aan het licht. Rond het begin van de 20e eeuw werd de Friedrichstraße beschouwd als handelscentrum voor edelstenen en goud en was een centrum van prostitutie.
Met de bouw van de spoorlijn van en naar Berlijn en de oprichting van het station Friedrichstraße in 1882 wordt het grote belang van deze weg definitief vastgelegd. Alle afbeeldingen en foto's uit de vroege 20e eeuw tonen een dichtbebouwde, drukke en levendige straat.
Het kruispunt met Unter den Linden in het begin van de 20e eeuw is een van de drukste van de stad. Talloze paardentrams, taxi's, auto's, trolleys, bussen, fietsers en voetgangers delen de weg. Verkeerslichten waren er niet, het verkeer werd geregeld door een agent. De kruising met de Leipziger Straße was voor de Tweede Wereldoorlog  een verkeersknooppunt.

### 1961 tot 1989, Berlijnse Muur
Tijdens de deling van de stad was Friedrichstraße de naam van twee grensovergangen:
In het zuidelijke gedeelte van de Friedrichstraße, bij de Zimmerstraße, bevond zich de grensovergang Checkpoint Charlie. Hier bevindt zich een nagemaakt wachthuisje en een gedenkteken. De vroegere sectorgrens ter plaatse, vormt de grens tussen de districten Mitte en Friedrichshain-Kreuzberg.
Noordelijker ligt het station Friedrichstraße, dat zich weliswaar ten oosten van de grens bevond, maar dienstdeed als grensstation voor doorgaande treinen. Daarnaast gaf het, na het passeren van een grenspost, toegang tot de West-Berlijnse S-Bahn en metro (lijn U6). West-Berlijners konden er bovendien zonder formaliteiten overstappen tussen de westelijke lijnen, hoewel ze zich op Oost-Berlijns grondgebied bevonden. Wie het voor het West-Berlijnse net bestemde deel van het station verliet, ging door een grenscontrole.

## Bezienswaardigheden
- Checkpoint Charlie
- Tränenpalast

Altonaer Straße · 
Amalienstraße · 
Bergmannstraße · 
Berliner Allee ·
Bernauer Straße · 
Bismarckstraße · 
Bornholmer Straße · 
Boxhagener Straße ·
Breite Straße ·
Brüderstraße ·
Brunnenstraße ·
Bülowstraße ·
Bundesallee ·
Danziger Straße ·
Eberswalder Straße ·
Ebertstraße ·
Fasanenstraße ·
Frankfurter Allee ·
Friedrichstraße ·
Gertraudenstraße ·
Greifswalder Straße ·
Halskestraße ·
Hardenbergstraße ·
Hauptstraße ·
Heerstraße ·
Hornstraße ·
Invalidenstraße ·
Judengasse ·
Kaiserdamm ·
Karl-Liebknecht-Straße ·
Karl-Marx-Allee ·
Karl-Marx-Straße ·
Kastanienallee ·
Klosterstraße ·
Kopenhagener Straße ·
Kopernikusstraße ·
Kurfürstendamm ·
Landsberger Allee ·
Lehrter Straße ·
Leipziger Straße ·
Majakowskiring ·
Mehringdamm ·
Mollstraße ·
Motzstraße ·
Mühlendamm · 
Oderberger Straße ·
Oranienburger Straße ·
Oranienstraße ·
Ostseestraße ·
Otto-Braun-Straße ·
Otto-Suhr-Allee ·
Potsdamer Straße ·
Prenzlauer Allee ·
Rathausstraße ·
Rheinstraße ·
Rigaer Straße ·
Rosa-Luxemburg-Straße ·
Rosenthaler Straße ·
Rykestraße ·
Samariterstraße · 
Scheidemannstraße · 
Schwedter Straße ·
Schönhauser Allee ·
Simon-Dach-Straße ·
Spandauer Straße ·
Sredzkistraße ·
Stralauer Allee ·
Straße des 17. Juni ·
Tauentzienstraße ·
Torstraße ·
Unter den Linden ·
Warschauer Straße ·
Wiesbadener Straße ·
Wilhelmstraße (Berlin-Mitte) ·
Wilhelmstraße (Berlin-Spandau)